# Mariatou Diarra
Mariatou Diarra (* 20. listopadu 1985 Bamako, Mali) je malijská basketbalistka, členka reprezentačního týmu Mali na olympijských hrách v Pekingu v roce 2008 a hráčka senegalského Clube Universitário Dakar.